# Kukiz'15
Kukiz'15 és un partit polític de dreta populista de Polònia format al 2015.

## Història
Es va formar inicialment com a moviment polític després de les eleccions presidencials de 2015, en les quals el seu líder Paweł Kukiz va aconseguir el 20.8% i la tercera posició com a candidat independent, sent especialment popular entre el votant jove, aconseguint el 42%.
A les eleccions legislatives de 2015, Kukiz'15 va aconseguir prop del 9% dels vots i 42 escons, obtenint la tercera posició. Durant les mateixes, van col·laborar amb el partit d'extrema dreta Moviment Nacional (incloent la Unió de la Política Real), que va aconseguir en les llistes 3 diputats. Tanmateix, a l'abril de 2016 el RN va posar fi a la col·laboració, tot i que només un dels diputats va mantenir la línia del partit, mantenint-se els altres a Kukiz i fundant una nova organització. Durant el mateix any, Kornel Morawiecki va deixar Kukiz per fundar Lliure i Solidària juntament amb dos diputats més. Al 2017 es produiria una altra escissió, marxant tres diputats per formar part d'Els Republicans, mentre que tres diputats de l'Associació Endecja  marxarien també, reduint considerablement la força de Kukiz. En aquest context, s'anaven reorganitzant i agrupant les diverses faccions, units entorn a "l'oposició al sistema de la Tercera República Polonesa".
A les eleccions europees de 2019, debilitats pel degoteig de baixes i escissions, van obtenir només el 3.69% dels vots, insuficients per aconseguir representació al Parlament Europeu. A l'agost de 2019, Kukiz'15 es va unir al Partit Popular Polonès (PSL) per crear una llista conjunta per a les eleccions legislatives del mateix any anomenada Coalició Polonesa, amb la qual van obtenir el 8,55% i 6 diputats dels 30 totals de la coalició. Com a conseqüència del canvi de rumb del partit, la Unió de la Política Real va posar fi a la col·laboració amb Kukiz. Tanmateix, les diferències ideològiques entre el PSL proeuropeu i els euroescèptics diputats de Kukiz van provocar aviat el trencament de l'aliança. Posteriorment, formarien el grup parlamentari Kukiz'15 - Democràcia Directa.
A finals del 2019, l'assemblea general de l'Associació Kukiz'15 va decidir constituir un partit polític, registrat el 31 de juliol.
A finals de maig de 2021, el partit K'15 va concloure un acord de programa amb el governant PiS, en virtut del qual PiS va anunciar el seu suport a alguns dels projectes de llei del partit a canvi de l'assistència de Kukiz'15 en les votacions del Sejm. La col·laboració va mantenir-se fins a principis d'octubre de 2022, quan K'15 va suspendre l'acord, considerat trencat ja que PiS no va donar suport al projecte de llei sobre els jutges de pau.
Al 2021, la Comissió Electoral Nacional es va veure obligada a presentar una sol·licitud al Tribunal de Districte de Varsòvia per eliminar K'15 del registre de partits polítics, ja que no van presentar l'informe financer d'enguany. Finalment, es va donar de baixa l'11 de gener de 2023. El mateix mes, activistes de la formació van anunciar la seva voluntat d'inscriure un nou partit amb el nom de Kukiz15, registrat el 19 d'abril del mateix any, i Jarosław Sachajko es va convertir en el seu president.
Per a les eleccions de 2023, el partit es va integrar a les llistes de la Dreta Unida, en les quals aconseguirien tres diputats. Durant la legislatura, formarien un grup parlamentari anomenat Republicans Lliures, en col·laboració amb el nou partit Llibertat i Prosperitat.

## Resultats electorals

### Sejm
| Any  | Líder       | Vots                      | %                         | Escons   | +/– | Govern                  |
| ---- | ----------- | ------------------------- | ------------------------- | -------- | --- | ----------------------- |
| 2015 | Paweł Kukiz | 1,339,094                 | 8.81 (#3)                 | 42 / 460 | Nou | Oposició                |
| 2019 | Paweł Kukiz | Dins la Coalició Polonesa | Dins la Coalició Polonesa | 6 / 460  | 36  | Oposició (2019–21)      |
| 2019 | Paweł Kukiz | Dins la Coalició Polonesa | Dins la Coalició Polonesa | 6 / 460  | 36  | Suport extern (2021–22) |
| 2019 | Paweł Kukiz | Dins la Coalició Polonesa | Dins la Coalició Polonesa | 6 / 460  | 36  | Oposició (2022–23)      |
| 2023 | Paweł Kukiz | Dins Dreta Unida          | Dins Dreta Unida          | 3 / 460  | 3   | Oposició                |

### Presidencials
| Any  | Candidat                           | 1a volta  | 1a volta   | 2a volta | 2a volta | Resultat |
| Any  | Candidat                           | Vots      | %          | Vots     | %        | Resultat |
| ---- | ---------------------------------- | --------- | ---------- | -------- | -------- | -------- |
| 2015 | Paweł Kukiz                        | 3,099,079 | 20,8 / 100 |          |          | Derrota  |
| 2020 | Suport a Władysław Kosiniak-Kamysz | 459,365   | 2,36 / 100 |          |          | Derrota  |

### Parlament Europeu
| Any  | Vots                  | %                     | Escons                | +/–                   | Grup                  |
| ---- | --------------------- | --------------------- | --------------------- | --------------------- | --------------------- |
| 2019 | 503,564               | 3.69 (#5)             | 0 / 52                | Nou                   | -                     |
| 2024 | No hi van participar. | No hi van participar. | No hi van participar. | No hi van participar. | No hi van participar. |